# Cinnamomum longipes
Cinnamomum longipes là loài thực vật có hoa trong họ Nguyệt quế. Loài này được (I.M.Johnst.) Kosterm. miêu tả khoa học đầu tiên năm 1961.